# Obernalb
Obernalb (früher auch Ober-Nalb) ist eine Ortschaft und Katastralgemeinde in der Stadtgemeinde Retz im Bezirk Hollabrunn in Niederösterreich mit 540 Einwohnern (Stand 1. Jänner 2024).

## Geografie
Das Straßendorf liegt südlich von Retz.

## Geschichte
Urkundlich wurde der Ort 1108 mit Nalb und 1281 mit Obernalb genannt.
Laut Adressbuch von Österreich waren im Jahr 1938 in der Ortsgemeinde Obernalb ein Bäcker, ein Baustoffhändler, eine Putzerei, ein Fleischer, ein Friseur, ein Fuhrwerker, eine Gastwirtschaft, drei Gemischtwarenhändler, ein Holzhändler, ein Inkassobüro, eine Mühle, zwei Obst- und Gemüsehändler, ein Rohproduktehändler, zwei Schmiede, fünf Schneiderinnen, zwei Schuster, ein Schweinehändler, ein Viktualienhändler, zwei Weinsensale, ein Zimmermeister und mehrere Landwirte ansässig.

## Verbauung
Es gibt Zwerch- und Hakenhöfe. Westlich des Ortes gibt es vereinzelt niedrige Kellerbauten.

## Öffentliche Einrichtungen
In Obernalb befindet sich ein Kindergarten.

## Kultur und Sehenswürdigkeiten
- Katholische Pfarrkirche Obernalb Mariahilf in der Ortsmitte.
- Wegkapelle an der Straße nach Unternalb
- Bildstock am nördlichen Ortsausgang
- Übergiebelter Breitpfeiler am nordöstlichen Ortsausgang
- Naturdenkmal Hangenstein bei Obernalb

## Persönlichkeiten
- Anton Hausknecht (* 1935), Mykologe